# Скоки (гміна)
Гміна Ско́ки (пол. Gmina Skoki) — місько-сільська гміна у північно-західній Польщі. Належить до Вонґровецького повіту Великопольського воєводства. Адміністративний центр — місто Скоки.
Станом на 31 грудня 2011 у гміні проживало 9148 осіб.

## Територія
Згідно з даними за 2007 рік площа гміни становила 198.52 км², у тому числі:
- орні землі: 55.00 %
- ліси: 35.00 %

Таким чином, площа гміни становить 19.07 % площі повіту.

## Населення
Станом на 31 грудня 2011:
| Опис     | Загалом | Загалом | Чоловіки | Чоловіки | Жінки | Жінки |
| -------- | ------- | ------- | -------- | -------- | ----- | ----- |
| одиниця  | осіб    | %       | осіб     | %        | осіб  | %     |
| все      | 9148    | 100     | 4606     | 50.35    | 4542  | 49.65 |
| міське   | 4064    | 100     | 2001     | 49.24    | 2063  | 50.76 |
| сільське | 5084    | 100     | 2605     | 51.24    | 2479  | 48.76 |

## Сусідні гміни
Гміна Скоки межує з такими гмінами: Вонґровець, Кішково, Клецько, Месьцисько, Мурована Ґосліна, Роґозьно.